# Pölöskefő
Pölöskefő là một thị trấn thuộc hạt Zala, Hungary. Thị trấn này có diện tích 12,32 km², dân số năm 2010 là 395 người, mật độ 32 người/km².